# L-乳酸デヒドロゲナーゼ (シトクロム)
L-乳酸デヒドロゲナーゼ (シトクロム)（L にゅうさんデヒドロゲナーゼ シトクロム、L-lactate dehydrogenase (cytochrome)）は、L-乳酸をピルビン酸へと酸化する化学反応を触媒する酸化還元酵素である。シトクロムb2（cytochrome b2, CYB2）、フラボシトクロムb2（flavocytochrome b2）とも呼ぶ。
(S)-乳酸 + 2 フェリシトクロムc {\displaystyle \rightleftharpoons } ピルビン酸 + 2 フェロシトクロムc + 2 H+

## 分布
主に真正細菌や真菌に存在している。真核生物ではミトコンドリア膜間腔に局在している。

## 構造
分子量およそ60kDaのフラボタンパク質がホモ4量体として機能している。N末端にヘムb結合に関わる領域があり、大部分はFMN結合に関わり、C末端が4量体形成に関わっている。